# الإمارات في الألعاب البارالمبية الصيفية 1992
شاركت دولة الإمارات العربية المتحدة في دورة الألعاب البارالمبية الصيفية لعام 1992 في برشلونة، إسبانيا. ولم يحصل المتسابق الوحيد من دولة الإمارات العربية المتحدة على أي ميداليات وبالتالي لم يوضع في جدول الميداليات. 